# A Cor da Noite
Color of Night (bra/prt: A Cor da Noite) é um filme de suspense erótico produzido pela Cinergi Pictures e lançado nos Estados Unidos pela Hollywood Pictures, dirigido por Richard Rush e lançado em 1994.[carece de fontes?] O filme é estrelado por Bruce Willis e Jane March. O elenco também conta com Ruben Blades, Lesley Ann Warren, Brad Dourif, Lance Henriksen, Kevin J. O'Connor e Scott Bakula. É um dos dois trabalhos bem conhecidos do diretor Rush, o outro sendo The Stunt Man 14 anos antes.
Color of Night fracassou nas bilheterias e ganhou um Framboesa de Ouro de pior filme de 1994. No entanto, tornou-se um dos 20 filmes mais alugados no mercado de vídeo doméstico dos Estados Unidos em 1995.  A revista Maxim também escolheu o filme como tendo a melhor cena de sexo na história do cinema.
Em 2018, Kino Lorber lançou uma edição especial de Blu-ray do filme; contém um comentário em áudio do diretor Richard Rush.
Enquanto Color of Night estava em produção, Jane March começou a namorar o co-produtor do filme, Carmine Zozzora. O casal se casou em junho de 1993 em uma cerimônia de 11 minutos em que Bruce Willis era o padrinho e Demi Moore era a dama de honra. Eles se separaram em 1997 e finalmente se divorciaram em 2001.

## Elenco
- Bruce Willis como Dr. Bill Capa
- Jane March como Rose/Richie/Bonnie
- Ruben Blades como Tenente Hector Martinez
- Lesley Ann Warren como Sondra Dorio
- Scott Bakula como Dr. Robert "Bob" Moore
- Brad Dourif como Clark
- Lance Henriksen como Buck
- Kevin J. O'Connor como Casey Heinz
- Eriq La Salle como Detetive Anderson
- Andrew Lowery como Dale Dexter
- Kathleen Wilhoite como Michelle
- Jeff Corey como Ashland
- Shirley Knight como Edith Niedelmeyer
- Erick Avari (sem créditos) como Cabbie

## Recepção
O filme recebeu críticas negativas na época do lançamento. Rotten Tomatoes retrospectivamente deu uma pontuação de 21% com base em 47 avaliações. As audiências pesquisadas pelo CinemaScore deram ao filme uma nota média de "C" em uma escala A+ a F.
Roger Ebert deu 1.5 estrelas em 4 dizendo: “Color of Night se aproxima da ruindade vindo de tantas direções que a gente deve admirar sua imaginação. Combinando todos os piores ingredientes de um whodunit (quem fez, quem cometeu) de Agatha Christie e um slasher louco por sexo, ele termina num frenesi de elementos reciclados do thriller, com uma sequência de perseguição de carros, uma confrontação final num grande armazém, e não apenas um, mas dois clichés do Pequeno Glossário de Filmes de Ebert: o Assassino Falastrão e o Vilão Alpinista. Sou obrigado a admitir que o uso da pistola de grampo industrial de alta potência é original”. Leonard Maltin deu 1 estrela em 4 e definiu o filme como um thriller absurdo e sem lógica, dizendo que as cenas de sexo não são muito sexy.

### Bilheteria
O filme estreou em # 4, arrecadando US$6,610,488 no fim de semana de abertura, jogando em um total de 1,740 cinemas. O filme acabou sendo um fracasso de bilheteria, arrecadando apenas US$19,750,470 - muito abaixo do orçamento de produção de US$40 milhões. O filme também foi um fracasso notável internacionalmente, arrecadando apenas US$1,454,085 no Reino Unido, US$565,104 na Suécia, US$112,690 na Áustria, US$4,725,167 na Alemanha e US$364,939 na Argentina.[carece de fontes?]

### Premiações
Color of Night ganhou o prêmio Framboesa de Ouro de pior filme, e também foi indicado em outras oito categorias, incluindo Pior Ator (Bruce Willis também por North), Pior Atriz (Jane March), Pior Diretor (Richard Rush), Pior Roteiro, Pior Canção Original ("The Color of the Night"), Pior Casal na Tela ("Qualquer combinação de duas pessoas de todo o elenco"), Pior Ator Coadjuvante (Jane March como Richie) e Pior Atriz Coadjuvante (Lesley Ann Warren). O filme está listado no livro do fundador do Framboesa de Ouro John J. B. Wilson, The Official Razzie Movie Guide, como um dos 100 filmes mais ruins que já foram feitos.
Em notas mais positivas, Color of Night ganhou uma indicação aos Prêmios Globo de Ouro na categoria Melhor Canção Original - Filme pela sua música tema "The Color of the Night", interpretada por Lauren Christy, onde perdeu para "Can You Feel the Love Tonight" de O Rei Leão.